# Agró blanc
L'agró blanc, agró blanc gros, aïró blanc major (a l'Alguer) o garsa blanca (Ardea alba) és un ocell de la família dels ardèids.

## Morfologia
Fa fins a 90 cm d'alt i l'envergadura de les ales arriba fins a 1,90 metres. La longitud del bec és una mica variable. El plomatge és sempre blanc. En els mascles, en l'època d'aparellament la meitat superior del bec és negra i la inferior de color groc i a l'hivern i en els exemplars joves és totalment groc. Amb plomatge nupcial llueixen al dors unes fines plomes ornamentals que sobresurten una mica de la cua. La pell del voltant dels ulls és d'un color verd grogós i l'iris dels ulls és de color groc sofre. Les potes són negres i els dits d'un color verdós tirant a negre.

## Distribució

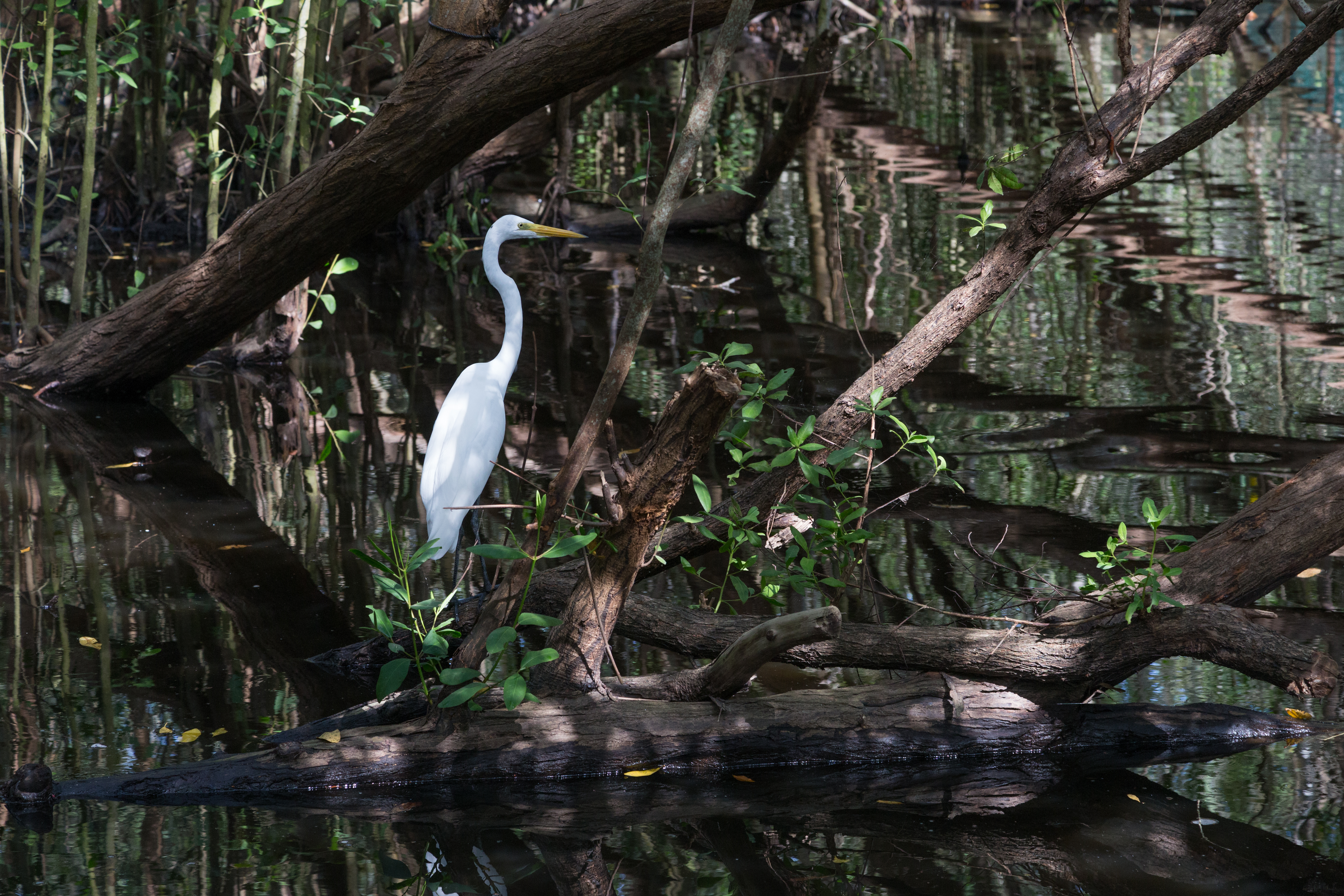
Un agró blanc a un manglar de la costa de Jalisco (Mèxic).

Ocupa àmplies àrees tropicals i subtropicals tant d'Amèrica com d'Àfrica i Àsia. A Europa està experimentant un notable augment des de la segona meitat del segle xx després que, en posar-se de moda les plomes d'ardèids, va ser caçat sense cap mena de fre. Actualment és present principalment al sud-est europeu, nidificant a la costa nord del mar Negre i hivernant a la península balcànica.
A la península Ibèrica es va reproduir per primera vegada l'any 1997 al delta de l'Ebre, lloc on la població hivernant ha passat de 10 a 131 exemplars en el període 1997-2002.

## Hàbitat
L'agró blanc s'instal·la en zones aquàtiques redejades de canyissars, riques en peixos i amb escassa vegetació arbòria i aigües tranquil·les.

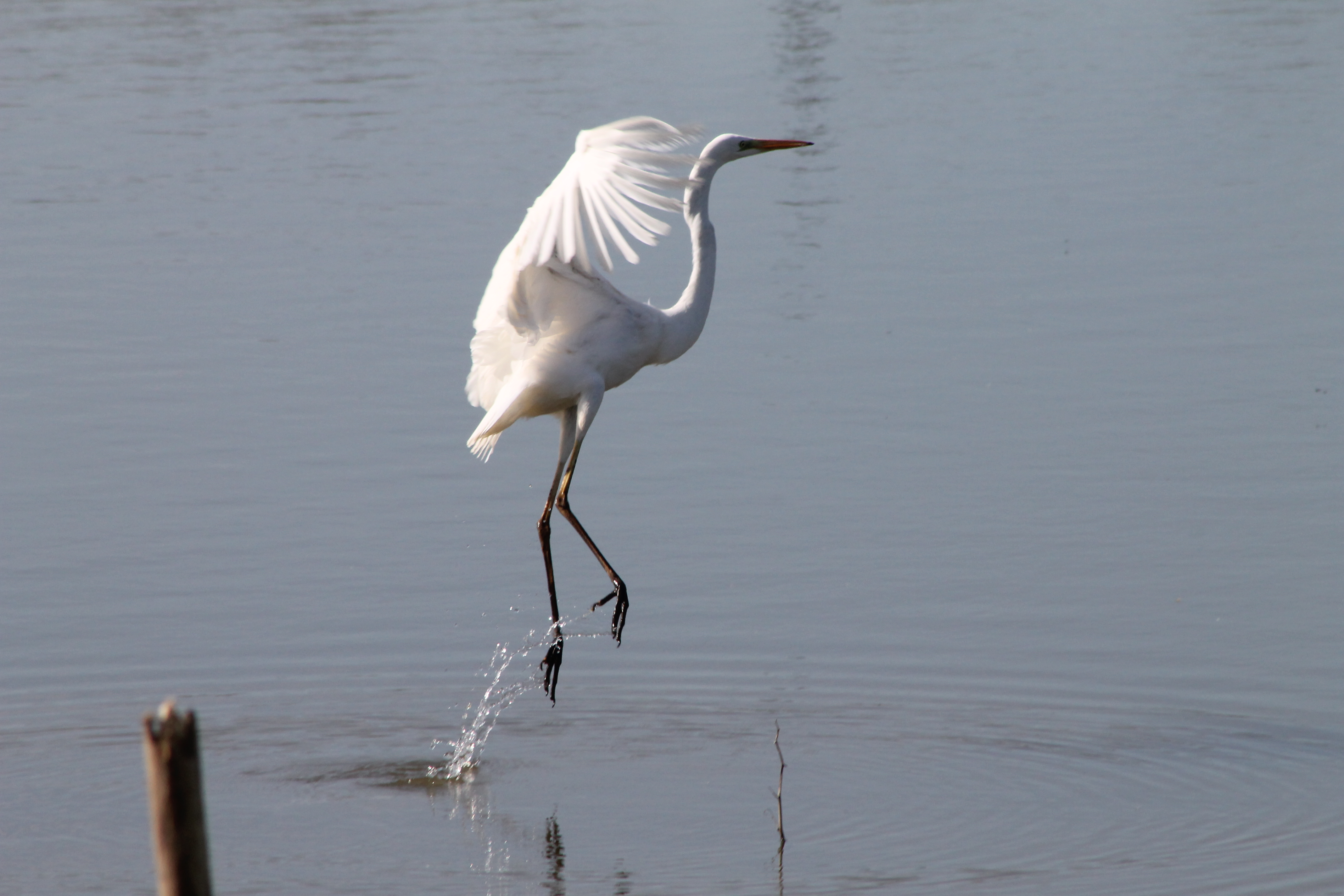
Agró blanc

## Migracions
Al mes de març migra cap a territoris septentrionals a fi de fer-hi la cria i a començaments de l'hivern retorna als territoris meridionals tan bon punt les cries siguin capaces de volar.

## Alimentació
S'alimenta de peixos, insectes aquàtics, ratolins, musaranyes i pollets que busca preferentment en aigües poc profundes de llacs i llacunes, camps inundats d'arròs i aiguamolls. Durant l'època de cria poden allunyar-se fins a un radi de 15 km del niu per a buscar l'aliment i en zones on la fauna terrestre és molt abundant, poden romandre fins i tot lluny de l'aigua. Els peixos els pesca des de la vora de l'aigua i pot arribar a pescar preses de mida prou gran com per a ser incapaç d'engolir-los.

## Comportament

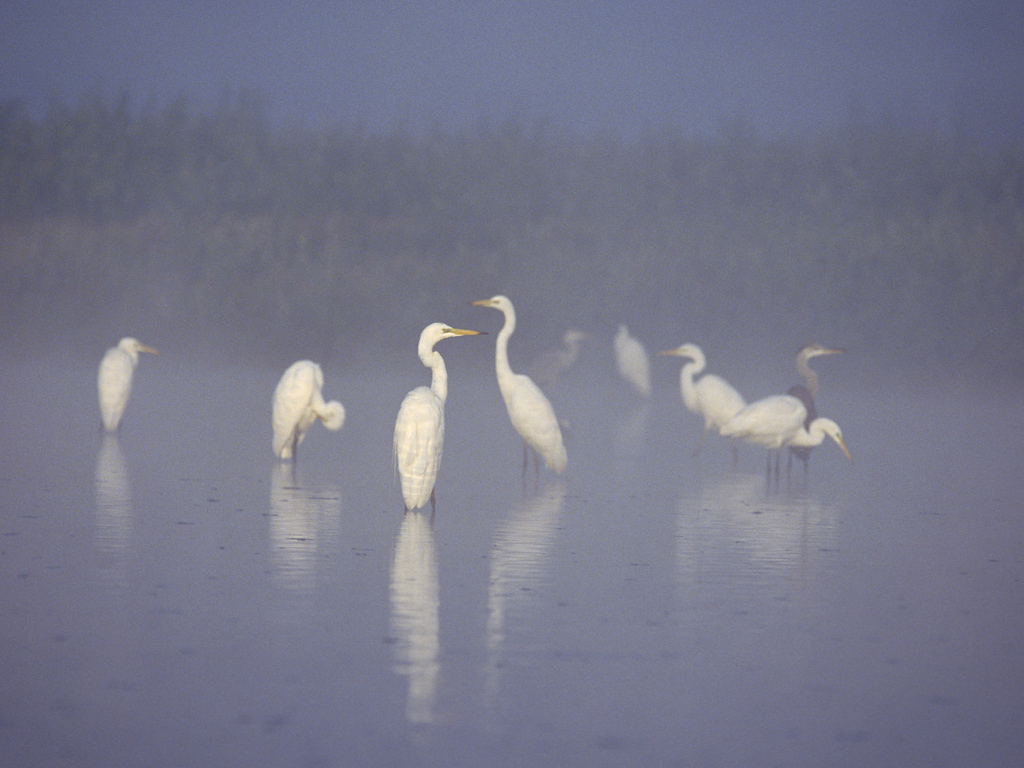
Un grup d'agrons blancs

És un ocell silenciós, fins i tot a les colònies de cria on tan sols se solen sentir els pollets reclamant el menjar. A la tardor s'uneixen amb bernats pescaires. Només en comptades ocasions es posen dalt dels arbres. Els individus europeus són extraordinàriament tímids mentre que les poblacions africanes, sobre les quals rarament se'ls ha disparat, poden arribar a cercar el seu aliment en zones urbanes.

## Reproducció

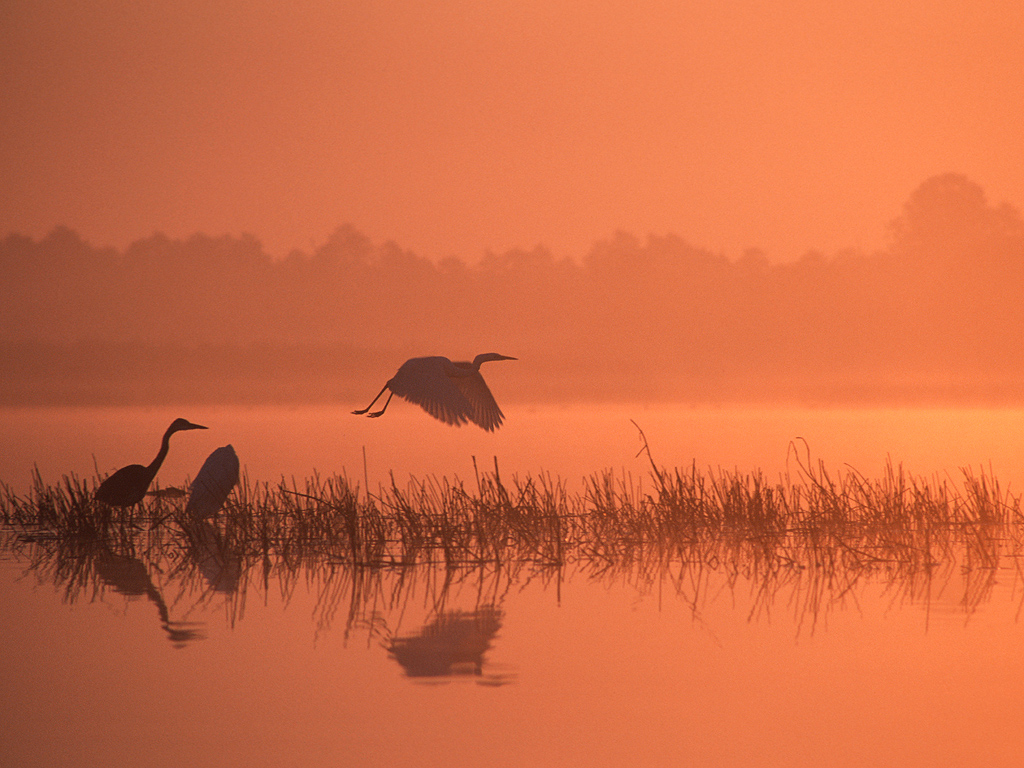
Un agró blanc aixecant el vol a Polònia

Construeixen el niu al bell mig d'extensos canyissars pràcticament inaccessibles formant petites colònies d'unes 10 parelles, colònies que poden arribar a ser mixtes i estar integrades per bernats pescaires, agrons rojos, martinets blancs i, fins i tot, pelicans. A Europa els nius solen construir-se sobre el canyís de l'any anterior i en altres llocs del món també dalt dels arbres.
A la colònia els nius poden trobar-se separats per una distància d'uns 10 metres o tan propers que més endavant, quan els nius són xafats i aplanats, tots els pollets poden trobar-se sobre una única plataforma conjunta. Els nius tenen forma d'embut i són construïts amb canyís però l'interior és folrat amb materials més fins. Els mascles s'encarreguen de dur el material i les femelles d'anar construint el niu.
La posta és de 3 o 4 ous (excepcionalment poden arribar a 5) de color blau clar i d'uns 6 cm de llargada. La incubació, que dura entre 25 i 26 dies, comença després de la posta del primer ou i és compartida pels dos membres de la parella. En una mateixa colònia és fàcil de trobar-hi exemplars mitjanament crescuts i ous que encara estan en fase d'incubació.
Un cop acabada la incubació, els dos membres de la parella muden el plomatge. Després de 6 setmanes els pollets ja comencen a volar.